# Rhynchodontodes amseli
Rhynchodontodes amseli är en fjärilsart som beskrevs av Edward P. Wiltshire 1961. Rhynchodontodes amseli ingår i släktet Rhynchodontodes och familjen nattflyn. Inga underarter finns listade.